# Garhwa
Garhwa ist eine Stadt im indischen Bundesstaat Jharkhand.
Die Stadt ist Hauptort des Distrikt Garhwa. Garhwa wird als ein Nagar Panchayat verwaltet. Die Stadt ist in 26 Wards gegliedert.

## Demografie
Die Einwohnerzahl der Stadt liegt laut der Volkszählung von 2011 bei 46.059. Garhwa hat ein Geschlechterverhältnis von 892 Frauen pro 1000 Männer und damit einen für Indien üblichen Männerüberschuss. Die Alphabetisierungsrate lag bei 80,6 % im Jahr 2011. Knapp 79 % der Bevölkerung sind Hindus, ca. 20 % sind Muslime und ca. 1 % gehören einer anderen oder keiner Religion an. 14,6 % der Bevölkerung sind Kinder unter 6 Jahren.

## Infrastruktur
Der Bahnhof von Garwha ist ein wichtiger Knotenpunkt der  East Central Railway Zone der Indian Railways.